# فرنوش مشیری
فرنوش مشیری (انگلیسی: Farnoosh Moshiri؛ زادهٔ ۱۴ ژوئیهٔ ۱۹۵۱) رمان‌نویس و نمایشنامه‌نویس آمریکایی ایرانی‌تبار است.